# Distretto di Matará
Il distretto di Matará è uno dei dodici distretti della provincia di Cajamarca, in Perù. Si trova nella regione di Cajamarca e si estende su una superficie di 59,74 chilometri quadrati.

Istituito il 2 gennaio 1857, ha per capitale la città di Matará; al censimento 2005 contava 3.559 abitanti.